# Anthus antarcticus
Anthus antarcticus là một loài chim trong họ Motacillidae.